# Cerkiew św. Mikołaja w Radomiu
Cerkiew pod wezwaniem św. Mikołaja – prawosławna cerkiew parafialna w Radomiu. Należy do dekanatu Kraków diecezji łódzko-poznańskiej Polskiego Autokefalicznego Kościoła Prawosławnego.

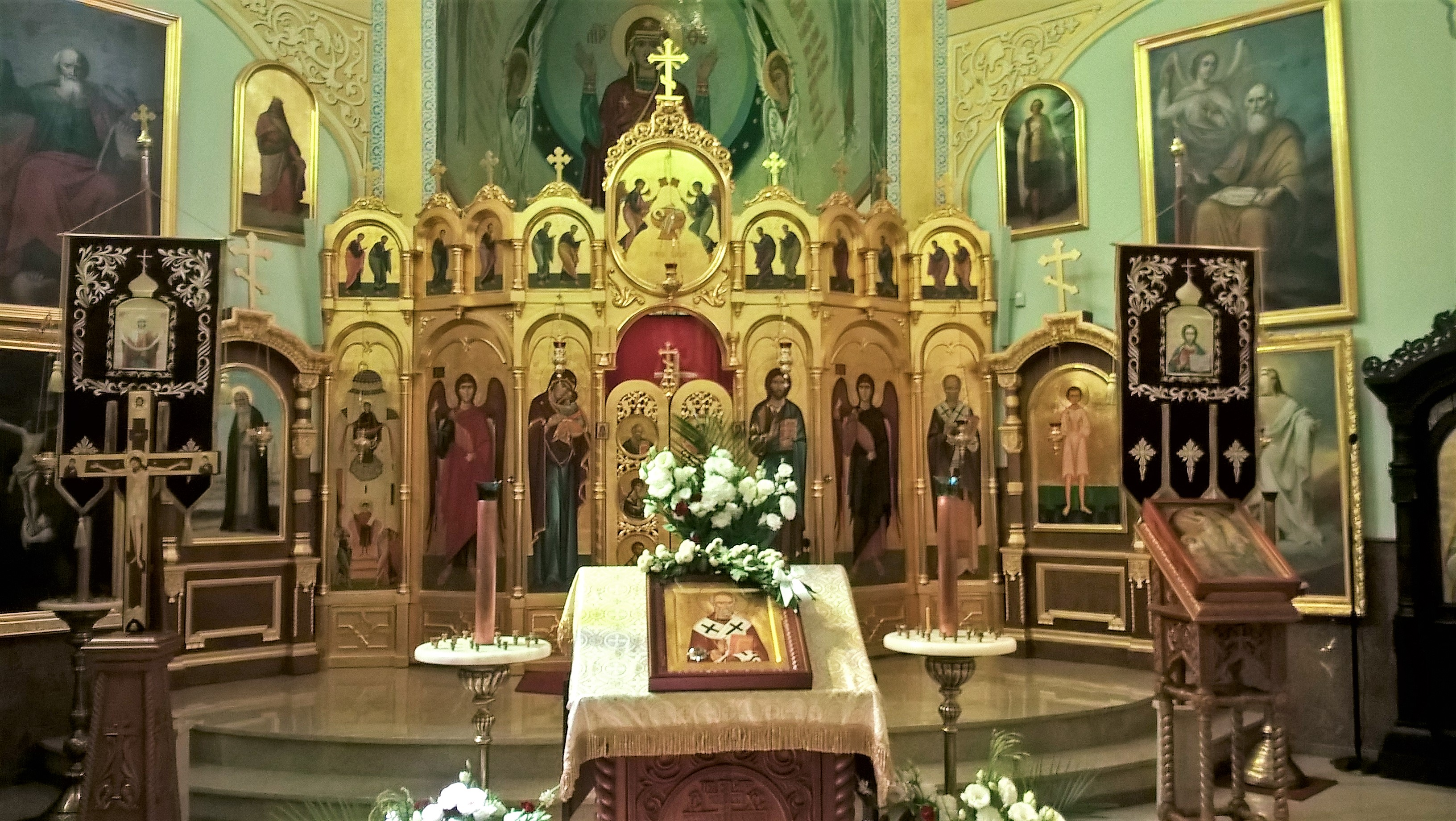
Wnętrze cerkwi

Cerkiew wybudowana w latach 1986–1992, znajduje się na starym cmentarzu prawosławnym przy ulicy Warszawskiej. Świątynia posiada jedną dużą kopułę i dwie mniejsze. We wnętrzu cerkwi znajduje się współczesny ikonostas.
19 grudnia 2017 r. w cerkwi miały miejsce święcenia kapłańskie.
W lutym 2022 r. rozpoczęto remont świątyni.